# Phelliactis siberutiensis
Phelliactis siberutiensis is een zeeanemonensoort uit de familie Hormathiidae.
Phelliactis siberutiensis is voor het eerst wetenschappelijk beschreven door Carlgren in 1928.